# Entesia fuzi
Entesia fuzi är en tvåvingeart som beskrevs av Krober 1928. Entesia fuzi ingår i släktet Entesia och familjen stilettflugor. Inga underarter finns listade i Catalogue of Life.